# Kiribati
Kiribati, oficial Republica Kiribati (în gilberteză Ribaberikin Kiribati; în engleză Republic of Kirirbati), este o țară insulară în Oceanul Pacific. Este cel mai mare stat din Oceania din punctul de vedere al întinderii. Ocupă o suprafață de aproximativ 5.000.000 km² acoperită de ocean, dar aria uscatului reprezintă numai un mic fragment al acesteia, de numai 811 km², sub forma a 32 de insulițe. Pe aceste fărâme de uscat, împrăștiate în oceanul nesfârșit trăiesc aproximativ 100.000 de oameni. Insulele dintre granițele statului Kiribati formează trei arhipelaguri: Insulele Gilbert, Insulele Line (fără Jarvis, Palmyra și Kinoman Reef) și Insulele Phoenix. Tot aici se mai află insula coraligenă izolată Banaba, numită și Ocean. Cea mai vastă întindere de uscat este Kiritimati din grupul Line, cunoscută și sub denumirea de Insula Crăciunului (Christmas).

## Nume
Numele Kiribati este varianta locală a numelui "Gilberts", derivat din numele anterior independenței, Insulele Gilbert, adoptat în onoarea lui Thomas Gilbert⁠(en)[traduceți].

## Istorie
Primii oameni și-au făcut apariția pe insulele care intră în componența statului contemporan Kiribati încă de la începutul erei noastre sau poate chiar cu 100 sau 200 de ani mai devreme. Săpăturile arheologice oferă dovezi în acest sens. Se crede că a fost vorba despre o populație melaneziană care a căzut victimă invaziilor succesive ale polinezienilor din Fiji și Tonga. Astfel s-a format o cultură din amestecul acestor popoare și tradiții.

Europenii au apărut în regiune la începutul secolului al XVII-lea, dar nu au devenit interesați de aceste arhipelaguri decât 200 de ani mai târziu. De atunci datează denumirea de Insulele Gilbert, adoptată în onoarea lui Thomas Gilbert, care a explorat aceste ape în anul 1788.  Kiribati, varianta stâlcită în limba microneziană a numelui originar, a devenit numele statului un veac mai târziu. În secolul al XIX-lea, în arhipelag au sosit mulți vânători de balene americani și englezi, precum și vânători de sclavi care, odată prinși, erau trimiși pe plantațiile din Australia și din Hawaii.

În anul 1892, a fost întemeiat un protectorat britanic, iar în anul 1916 a apărut colonia Insulelor Gilbert și Ellice. În timpul celui de-al Doilea Război Mondial, insulele s-au regăsit sub ocupație japoneză, fiind arena unor lupte încrâncenate între americani și japonezi.După război au redevenit britanice, pentru ca, în 1978, Insulele Ellice să se transforme în statul independent Tuvalu, iar restul insulelor să formeze, din anul 1979, statul separat Kiribati.

## Geografie
- Republica Kiribati este un stat insular situat în Oceania (Pacificul Central), aflat pe teritoriul arhipelagurilor Gilbert, Phoenix, Line și al insulei Ocean (Banaba) la nord-est de Nauru și la nord-vest de Tuvalu.
- Capitala Republicii Kiribati este South Tarawa. Alte orașe: Bikinebeu, Betio ș.a. Rata populației urbane: 36%. Durata medie a vieții: 66 de ani.
- Relief insular de origine coraligenă și vulcanică (alt. max. 80 m). Climă ecuatorială. Vegetație reprezentată de arbori și plante ierboase tropicale. Pădurile de cocotieri și pandanus ocupă 50% din teritoriu. Faună: diverse specii de păsări și pești.

## Patrimoniu mondial UNESCO
Rezervația naturală marină din zona insulelor Phoenix a fost înscrisă în anul 2010 pe lista patrimoniului mondial UNESCO.